# Спокий
Спо́кий (укр. Спокiй; до 2024 года — Спокойствие, укр. Спокойствіє) — село, Марье-Дмитровский сельский совет, Софиевский район, Днепропетровская область, Украина.
Код КОАТУУ — 1225284109. Население по переписи 2001 года составляло 4 человека.

## Географическое положение
Село Спокий примыкает к селу Долговка. Через село проходит железная дорога, станция Спокий (до 2022 года — Спокойствие).